# Centro Comercial Al Mazar
El Centro Comercial Sahara es el primer centro comercial en la ciudad de Marrakech,  en el país africano de Marruecos. se encuentra en la zona hotelera y turística de Agdal. La construcción del centro comercial comenzó en 2008, se terminó en la primavera de 2010 y el centro abrió sus puertas el 10 de abril de 2010. Se encuentra ubicado en la zona turística de Agdal en la carretera de Ourika. Tiene una superficie de 100.000 m² incluyendo 40.000 m² para uso commercial. La asistencia anual fue prevista en 3,8 millones de visitantes. En 2013, alcanzó 4,5 millones de visitantes, además tiene 3 plantas con 1.200 plazas de estacionamiento gratuitas.